# Isoplenodia degener
Isoplenodia degener är en fjärilsart som beskrevs av Louis Beethoven Prout 1932. Isoplenodia degener ingår i släktet Isoplenodia och familjen mätare. Inga underarter finns listade i Catalogue of Life.